# Paris-Roubaix de 1969
A 67.ª edição da Paris-Roubaix teve lugar a 13 de abril de 1969 e foi vencida em solitário pelo belga Walter Godefroot.

## Classificação final

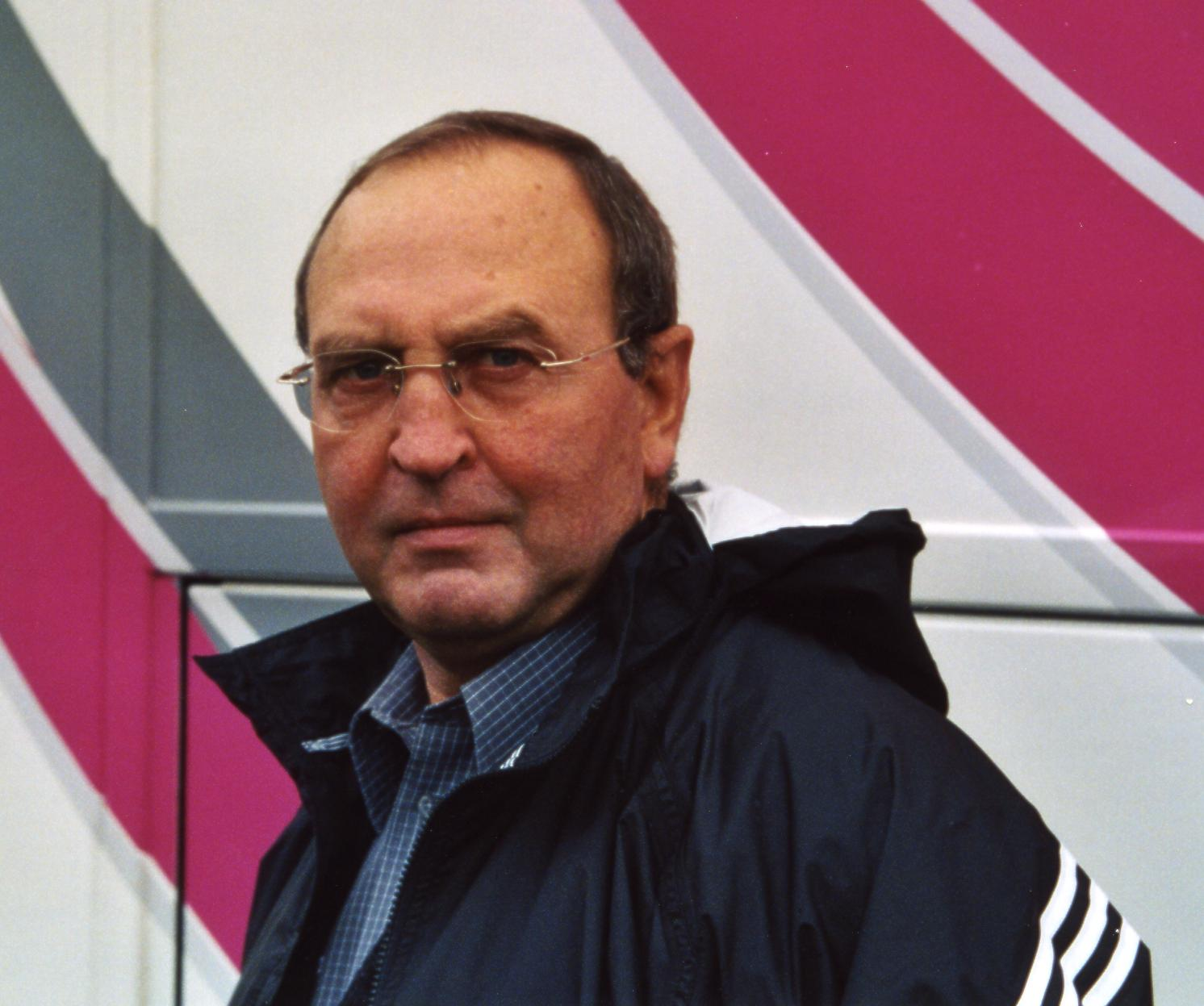
Walter Godefroot, ganhador desta edição

| Posição | Ciclista           | Equipa                           | Tempo      |
| ------- | ------------------ | -------------------------------- | ---------- |
| 1       | Walter Godefroot   | Flandria-De Clerck-Krueger       | 6h 46' 47" |
| 2       | Eddy Merckx        | Faema                            | + 2' 39"   |
| 3       | Willy Vekemans     | Goldor-Hertekamp-Gerka           | m. t.      |
| 4       | Felice Gimondi     | Salvarani                        | m. t.      |
| 5       | Roger de Vlaeminck | Flandria-De Clerck-Krueger       | m. t.      |
| 6       | Cees Zoontjens     | Caballero                        | + 10' 25"  |
| 7       | Cyrille Guimard    | Mercier-Hutchinson-BP            | + 10' 39"  |
| 8       | Patrick Sercu      | Faema                            | m. t.      |
| 9       | Willy Bocklant     | Pull Over Centrale-Tasmanie-Novy | m. t.      |
| 10      | Barry Hoban        | Mercier-Hutchinson-BP            | m. t.      |